# Alexandre Simonov
Pour les articles homonymes, voir Simonov.
Alexandre Vladimirovitch Simonov (en russe : Александр Симонов), né le 15 juin 1972 à Kline (oblast de Moscou), est un directeur de la photographie et cadreur russe.

## Biographie
Alexander Simonov naît le 15 juin 1972 dans la ville de Kline, dans l'oblast de Moscou, alors dans l'Union des républiques socialistes soviétiques. Après avoir obtenu son diplôme d’études secondaires, il travaille de 1989 à 1991 comme mécanicien pour le matériel de tournage, assistant caméraman et second opérateur au studio de cinéma d'Odessa. En 1996, il est diplômé du département caméra de l'Institut national de la cinématographie (VGIK), dans l'atelier de L. I. Kalachnikov. Il commence sa carrière de directeur de la photographie professionnel en 1997 avec un court métrage de fin d'étude Le Soldat et le Fou, pour lequel il reçoit un prix spécial du jury au Festival international du film de Munich. Il fait ses débuts dans un long métrage en 2004, dans le film Je t'aime, toi, et se fait connaître grâce au drame Boumer 2 (ru) de Piotr Bouslov (2006).
Depuis 2007, il collabore activement avec le réalisateur Alekseï Balabanov, pour Cargaison 200, Morphine, Kochegar, Je veux aussi. Avec Pavel Lounguine, il participe au tournage du drame Le Chef d'orchestre et pour Andreï Kontchalovski, il travaille sur ses films Les Nuits blanches du facteur, Paradis et Michel-Ange.

### Engagement
En mars 2014, il signe la lettre Nous sommes avec vous ! de KinoSoyouz (nom complet : Union des cinéastes et des organisations et associations cinématographiques professionnelles de Russie) en soutien à l'Ukraine.

## Filmographie partielle

### Au cinéma
- 2004 : Je t'aime, toi
- 2007 : Cargaison 200
- 2008 : Morphine
- 2010 : Kochegar
- 2012 : Le Chef d'orchestre
- 2012 : Je veux aussi
- 2014 : Les Nuits blanches du facteur
- 2016 : Paradis
- 2019 : Michel-Ange

- 1997 — Солдат и дурочка (короткометражка)
- 2004 — Я люблю тебя
- 2006 — Бумер. Фильм второй
- 2007 — Груз 200
- 2008 — Морфий
- 2009 — Любовь под прикрытием
- 2010 — Прячься!
- 2010 — Москва, я люблю тебя!
- 2010 — Кочегар
- 2011 — Случайная связь
- 2011 — Из Токио (короткометражка)
- 2011 — Эксперимент 5IVE, новелла Sunrise/Sunset (короткометражка)
- 2012 — Дирижёр
- 2012 — Я тоже хочу
- 2012 — Шопинг-тур
- 2012 — Если бы да кабы
- 2013 — Подари мне немного тепла
- 2014 — Белые ночи почтальона Алексея Тряпицына
- 2014 — Здорово и вечно (документальный)
- 2016 — Рай
- 2019 — Грех
- 2022 — Этерна: Часть первая

## Récompenses et distinctions
- 2016 : nomination pour le prix d'art cinématographique Carré blanc (ru)[2] de la Guilde des cinéastes de Russie pour les films de 2014 pour Les Nuits blanches du facteur
- 2016 : Prix de la meilleure photographie au 54e Festival international du film de Gijón, Espagne pour Paradis[3]
- 2017 : nomination pour le prix Aigle d'or à la 15e cérémonie des Aigles d'or de la meilleure photographie pour Paradis
- 2017 : nomination pour le prix d'art cinématographique Carré blanc (ru)[2] pour Paradis[4]